# RKB毎日放送
1. 旧社屋（渡辺通時代）の施設外観

RKB毎日放送株式会社（アール・ケー・ビーまいにちほうそう、英: RKB MAINICHI BROADCASTING CORPORATION）は、RKB毎日ホールディングスの子会社で、福岡県を放送対象地域とした中波放送（AM放送）事業とテレビジョン放送事業を兼営している特定地上基幹放送事業者である。
TBSテレビ（JNN）系列コールサインはJOFR-DTV、リモコンキーIDはアナログ親局の4chから「4」。
ラジオ放送についてはRKBラジオを参照。

## 概要
ネットワークは、テレビJNN、ラジオJRNに加盟。1951年設立時の局名がラジオ九州（Radio Kyushu Broadcasting）なので略称は「RKB」。その後、北九州市にあった西部毎日テレビジョン放送と合併した際に、略称RKBを継承して今日の局名となった。
ロゴマークについては、テレビ・ラジオで独自のものを導入する時期もあったが、2007年7月からは会社とテレビのロゴは「+rkb」に変更している。ただし、略称の公式表記はロゴとは異なり『大文字』が正しい。よって略称を「rkb」と小文字では表記しない。
夜間における緊急事態発生に備え、局アナ1人と制作・技術・報道部門のスタッフ数人が、局に毎日交替で泊まり込む「宿直勤務制度」を実施している。
テレビのニュース名称は、開局から1975年3月30日までは『RKB毎日ニュース JNN』、同年3月31日からは『JNNニュース』である。夕方のローカルニュースは『RKBニュースワイド』、『今日感NEWS』、『今日感 THE NEWS』などとなっていた。2021年現在、平日のローカルニュース番組は特に名称がなく、週末の昼間は『RKBヘッドラインニュース』を放送している。
ラジオのニュース名称は、かつては『RKB毎日ニュース』、『RKBヘッドライン』という名称であったが、現在は毎正時のニュースが『RKBラジオニュース』、毎時50分のニュースが『RKB50ニュース』となっている。
韓国の独立系放送局であった京仁（きょんいん）放送（仁川広域市）と姉妹提携関係を結んでいたが、同局が赤字経営から2005年1月1日に廃局となり、提携関係も消滅した。
2010年より、Jリーグ・ギラヴァンツ北九州リーグ公式戦の公式試合映像の製作をJリーグメディアプロモーションから、その映像を使用したスカパー!Jリーグ中継の番組制作をスカパー!からそれぞれ受託、実況は原則RKBのスポーツ担当アナウンサーを派遣している。
当局のテレビにおいては、2021年10月の改編以降、『THE TIME'』、『THE TIME,』、『ラヴィット!』、『金曜ビッグバン!』、『ひるおび!』『ゴゴスマ -GO GO!Smile!-』、『タダイマ!』と生放送番組が平日の午前4時30分から午後7時まで15時間半連続して放送されている。以前は午前10時台がドラマの再放送や通販番組などに当てられていたため、平日の午前11時から午後7時まで生放送番組が連続していた。2020年の火・木曜も同様である。（昼前から夕方にかけて生放送が連続する事例としては、同じJNN系列の毎日放送、大分放送や、NNN系列の札幌テレビ、青森放送（金曜のみ）、ミヤギテレビ、静岡第一テレビ、熊本県民テレビ、NNN系列でRKB毎日放送と同じく福岡県を放送エリアとする福岡放送なども同様である。）
西日本新聞社は西日本パイレーツ（後の西鉄ライオンズ→埼玉西武ライオンズ）の経営に失敗したため、1951年の開局時はラジオ九州への出資を見送ったが、RKBと西日本新聞は1958年のテレビ開局以降は親密な関係を持っている。
2016年4月1日に、西日本の民放では初めてで、全国の民放では7番目となる認定放送持株会社に移行した（準キー局である毎日放送（MBS）より早い）。また、旧法人のRKB毎日放送株式会社は商号を「株式会社RKB毎日ホールディングス」に変更し、経営管理・不動産事業を除く現業全般（放送・文化事業など）を、2015年9月29日に分割準備会社として設立された「RKB毎日分割準備株式会社」（2016年4月1日に新法人の『RKB毎日放送株式会社』に商号変更）が承継した。TBS系列ではTBSホールディングス（TBSHD）、中部日本放送（CBC）に次いで3番目の放送局を子会社に持つ放送持株会社である。在京キー局を除く地方局としては、CBCに次いで2番目となるが、TBSテレビやCBCテレビで行ったテレビ放送部門とラジオ放送部門の分社独立化や、RBCiラジオのような放送部門の社内カンパニー創設は行っていない。

### 事業所
- 本社・演奏所：〒814-8585 福岡県福岡市早良区百道浜2丁目3番8号
  - 福岡市営地下鉄西新駅徒歩20分
- 東京支社：東京都中央区銀座3丁目15番10号 菱進銀座イーストミラービル
- 大阪支社：大阪府大阪市中央区中之島２丁目2-2（大阪中之島ビル10階）
- 北九州支社：福岡県北九州市小倉北区紺屋町13番1号 毎日西部会館
  - このほか、佐賀県佐賀市には佐賀支局が、タイの首都バンコクにはJNNとしての支局を設けている。以前は愛知県名古屋市と福岡県久留米市にも拠点が設けられていた（現在は廃止）。また、JNN支局は、もともと韓国の首都ソウルにあったが、キー局TBSテレビの事情でバンコクに移った経緯がある（ソウル支局は現在TBSが運営）。
  - 福岡証券取引所単独上場銘柄のひとつである。銘柄コードは9407。中四国以西で唯一の上場局である。

## 沿革

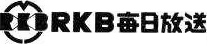
RKB毎日放送成立後の初代ロゴ
（1958年 - 1969年）
CM（コンサートの主催等）の社名表記では1980年代でも見ることができた

### ラジオ九州
- 1950年（昭和25年）2月1日 - 毎日新聞西部本社版に「ラジオ九州発足」の記事を公表。毎日新聞は当時、東京・大阪・福岡の3都市に毎日系の放送局を開設する構想を進めていた。ラジオ九州の創立準備事務所は福岡市中洲の玉屋デパート内に置いた。
  - この当時、ラジオ日本（現在のTBSラジオの前身でRFラジオ日本とは無関係）、新日本放送（現在のMBSラジオの前身）との毎日新聞資本のラジオ局ネットワーク・RAPPONの構想があり、これが後にJRNの基礎となった。
- 1951年（昭和26年）
  - 4月21日 - ラジオ予備免許交付（コールサインJOFR、周波数1290kc、出力5kW）。
  - 6月29日 - 株式会社ラジオ九州が設立される（法人登記が受理された日である）。

当時の本社は、福岡市新開町（現在の福岡市中央区渡辺通）の電気ビル別館（現・共創館。後述の放送会館へ移転後の1969年（昭和44年）にはエフエム福岡の本社が入居する）。
  - 10月4日 - ラジオ九州に本免許交付（コールサイン・周波数・出力は、予備免許に同じく）。
  - 12月1日 - ラジオ放送開始。民放としては九州初、全国4番目の放送開始。

当時の送信所は、現在の糟屋郡粕屋町原町3丁目。当初の送信アンテナは木製支柱だった。1954年（昭和29年）に鋼製アンテナに変更。
- 1952年（昭和27年）
  - 2月5日 - 先発民放の仙台放送（ラジオ仙台、現・東北放送）、北日本放送、北陸文化放送（ラジオ北陸、現・北陸放送）と共に、東京支社を通じて「火曜クラブ」（現在の地方民間放送共同制作協議会、通称「火曜会」）結成。
  - 4月 - 芥川也寸志（小説家・芥川龍之介の三男）作曲のステーションテーマソング使用開始。長年にわたりアナログテレビ放送のオープニング・エンディングテーマとしても使用された。
  - 6月30日 - 福岡放送局ラジオ昼間10kW増力許可。
  - 12月24日 - 小倉放送局ラジオ開局（1040kc、100W、日本初の民放ラジオ中継局）。
- 1955年（昭和30年）2月13日 - 第4回別府大分毎日マラソンをラジオ大分（現・大分放送）と共同制作で実況中継（恒例化）。
- 1956年（昭和31年）11月22日 - テレビ予備免許交付。
- 1958年（昭和33年）
  - 3月1日 - テレビ放送開始（コールサインJOFR-TV、チャンネル4ch、映像出力5kW、音声出力2.5kW、民放としては九州初）。送信所は本社敷地内の鉄塔に設置。スーパーターンスタイルアンテナ[注 2]。
  - 3月30日 - 渡辺通り（当時の町名は福岡市新開町）の放送会館落成。舞台と客席を備えたホールが設置され、公開番組の収録や宝くじの抽選などに使用された。ラジオスタジオは廊下から見学可能となっていた。当初は3階建であったが、後に4階部分と、2階にラジオセンターが増築された。
  - 6月1日 - テレビニュースネットワーク協定締結。参加局はラジオ東京（KRT。法人としては現在のTBSホールディングス（TBSHD）、放送局としてはTBSテレビ（TBS））、大阪テレビ放送（OTV。現在の朝日放送テレビ(ABC)）、中部日本放送（CBC。現在のCBCテレビ）、北海道放送（HBC）、RKBの5社

### 西部毎日テレビジョン放送
- 1957年（昭和32年）10月6日 - 郵政大臣の指示により、毎日新聞系の西部毎日テレビがラジオ山口（現在の山口放送〔KRY〕）、北九州テレビ放送（産経新聞社系）と合体する事となる。テレビ予備免許取得。（コールサインJOGX-TV[注 3]、チャンネル8ch、映像出力1kW）
- 1958年（昭和33年）3月19日 - 西部毎日テレビジョン放送、創立総会を開く（出資比率 西部毎日6：KRY3：北九州1。ただし、北九州側は合体を辞退）。

### 合併・RKB毎日放送
- 1958年（昭和33年）8月1日 - 株式会社ラジオ九州と西部毎日テレビジョン放送株式会社が合併しアール・ケー・ビー毎日放送株式会社となる。これに伴い、西部毎日テレビはRKB毎日放送関門テレビジョンとして開局（JOFO-TV[注 3]8ch、映像1kW。関門地区第一局）。
- 1959年（昭和34年）
  - 8月1日 - JNN（ジャパンニュースネットワーク）発足、加盟。
  - 9月1日 - 大牟田放送局本免許（JOFE、1560kc、40W）。
- 1960年（昭和35年）2月1日 - KRT、CBC、ABCと四社連盟を結成。翌3月1日、HBCが加わり五社連盟に。1975年（昭和50年）3月31日、ABCが脱退しMBSが加盟。
- 1961年（昭和36年） - 創立10周年を記念して、「RKBカークイズ」を実施。
- 1962年（昭和37年）
  - 4月16日 - 九州朝日放送（KBC）と初の共同視聴率調査。
  - 10月1日 - 行橋放送局本免許（1060kc、100W）、小倉放送局（1530kc、1kW）増力。
  - 「北九州5市（小倉市、戸畑市、門司市、八幡市、若松市）合併推進キャンペーン」で日本新聞協会賞「編集部門コンクール最優秀賞」を受賞した（毎日新聞西部本社と共同）[3]。なお北九州市の成立は1963年（昭和38年）2月10日である。
- 1963年（昭和38年）
  - 5月1日 - TBSがRKBテレビの月平均90時間（ゴールデンタイム中心）を買い取る業務協定を締結。
  - 11月30日 - 西鉄福岡駅コンコースに、ラジオサテライトスタジオ「RKB西鉄ターミナルスタジオ」開設（九州初のラジオサテライトスタジオ）。メインベルト番組「サテライトであいましょう」開始（オリジナルテーマソングは「サテライトでデイト」、歌唱：九重佑三子）。
- 1964年（昭和39年）
  - 7月9日 - TBSラジオ、毎日放送ラジオ（現・MBSラジオ）と暫定ラジオネットワークを結成。
  - 8月31日 - 久留米TV中継局・大牟田TV中継局本免許（48ch、300W・61ch、100W）これにより筑後地域（久留米・大牟田）、佐賀地域（佐賀）、熊本北西部地域（荒尾・長洲）、大分西部地域（日田）にもエリア拡大した。しかし、当時は、UHF放送を視聴するためには、専用の受信機（外付けのチューナーであるUHFコンバータ）が必要であった。
  - 10月1日 - 日本テレビ系列の番組導入でテレビ全日放送実施。同じ日に福岡証券取引所に株式上場。
- 1965年（昭和40年）5月2日 - JRN（ジャパンラジオネットワーク）発足、加盟。
- 1966年（昭和41年）4月3日 - テレビカラー放送開始。

- 1969年（昭和44年）

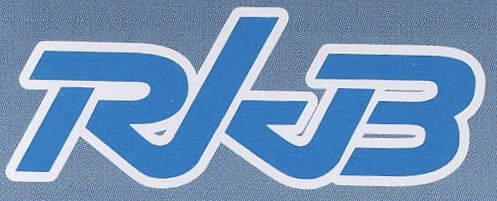
1969年 - 2007年まで使われたロゴ

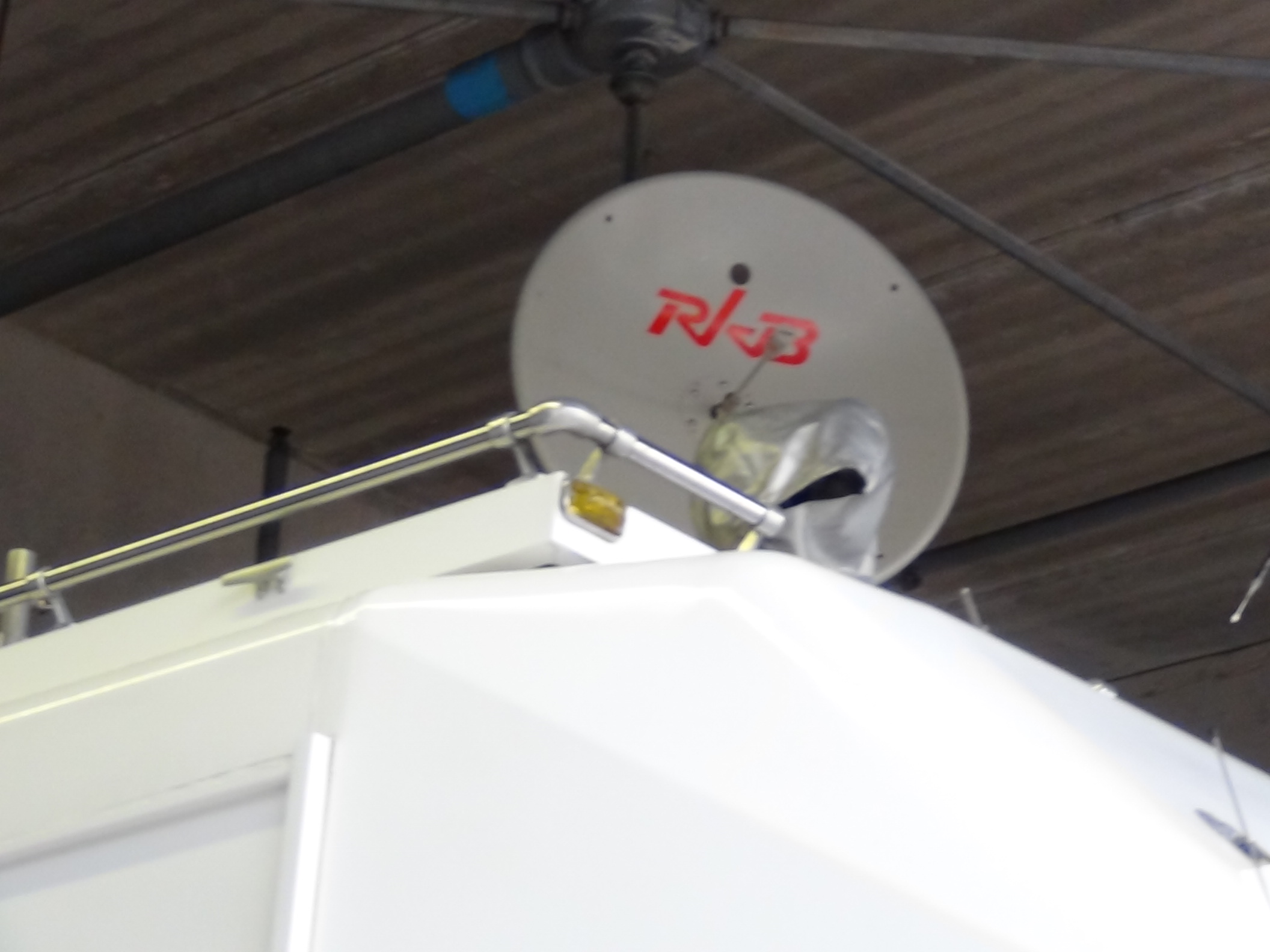
旧ロゴが書かれた中継車のパラボラアンテナ

  - 3月1日 - 以後38年にわたり使用される、手書きの続け字調の旧ロゴ制定。

使用を停止した現在でも、一部のマイクや放送機材、ラジオ・テレビの送信所・中継局の表札でも見かけられる。
2022年（令和4年）6月20日から6月26日の1週間にわたりラジオで展開されたスペシャルウィーク『RKBシン・ラヂオ週間』で約15年ぶりにこのロゴが使われた[4]。
  - 4月1日 - 福岡放送（FBS）開局によりRKBテレビから日本テレビ系列番組が姿を消す。
  - 10月6日 - ラジオ大型ローカルワイド番組『歌謡曲ヒット情報』開始（ - 2010年（平成22年）4月2日）。
- 1972年（昭和47年）7月1日 - 福岡放送局ラジオ出力50kW増力。と同時に、現在の和白送信所に移転。電波の伝搬効率を向上させるため、鉄塔とアースを海上の浅瀬に設置している。局舎は鉄塔横の陸上に設置しており、高床式となっている。
- 1976年（昭和51年）8月16日 - ラジオ終夜放送開始。『いすゞ歌うヘッドライト』、『こずえの深夜営業』（どちらもJRNラインネット）を、ネット開始した。
- 1978年（昭和53年）11月23日 - 中波ラジオ周波数9kHzステップ変更により、現行周波数へ[注 4]。
- 1979年（昭和54年）10月7日 - テレビJNN九州6局共同制作ドキュメンタリー番組『窓をあけて九州』放送開始（ - 2012年（平成24年）3月25日）。
- 1980年（昭和55年）3月30日 - テレビ音声多重放送開始（九州及び福岡地区ではFBSに次いで2番目）。RKB制作での第一号番組は、『家族そろって歌合戦』であった[注 5]。
- 1991年（平成3年）4月1日 - 在福局では初の夕方ワイド番組、『RKBワイド5』が放送開始。
- 1992年（平成4年）
  - 4月1日 - 福岡放送局ラジオでAMステレオ放送開始。
  - 10月 - テレビJNN九州・山口・沖縄8局共同制作ドキュメンタリー番組『電撃黒潮隊』放送開始（ - 2002年（平成14年）9月）。
- 1993年（平成5年）6月 - 福岡テレビ送信所を渡辺通の本社（当時）から現社屋に近接する福岡タワーへ移転。移転後に取り外したスーパーターンスタイルアンテナの一部は、名古屋テレビ塔の展望室に展示されている。
- 1995年（平成7年）8月 - 福岡で開催された1995年夏季ユニバーシアードの公式テレビ局にNHK福岡放送局と共になり、競技の映像を配信したほか数多くの関連番組等を放送した[5]。
- 1996年（平成8年）7月1日 - 本社を福岡市中央区渡辺通4-1-10から現在地に移転。
移転前日の最後の番組は、テレビは『ありがとう渡辺通』（VTR、出演者：中村基樹、大村由紀子ら、『きょうもやっぱり基樹です』の出演者）。ラジオは『さよなら渡辺通』（生放送、出演者：林幹雄、井上悟。当日は野球中継が延長されたが移転作業の都合上放送終了が延ばせなかったため、番組が予定より30分ほど短縮された）。
移転当日は早朝のテレビ放送開始直後に中村基樹らが出演する生放送の移転特別番組がテレビで放送され、テレビの夕方ワイド番組『今日もやっぱり基樹です』で移転の様子や新社屋の内部が放送された。
- 1998年（平成10年）2月2日 - 郵便番号7桁化に伴いRKBの私書箱郵便番号を「814-8585」に制定。
- 2003年（平成15年）6月30日 - 在福局最長のTV大型情報番組『今日感テレビ』開始（以後今日まで枠大を続け、2020年（令和2年）9月18日の終了まで、放送時間日本最長のTVローカル情報番組へと成長）。
- 2004年（平成16年）9月23日 - 渡辺通の旧本社跡地に商業施設BiVi福岡（びび-）オープン（BiVi福岡のビルにはRKBのロゴマークが付いている）。
- 2006年（平成18年）
  - 3月1日 - アナログ・デジタル統合の主調整室（マスター）へ更新（NEC製）。
  - 4月 - 同局のスポーツ記者らが大野城市内のホテルで女性に対して集団強姦やわいせつ目的の容疑で逮捕される。その記者は懲戒解雇処分に[6][7][8]。
  - 5月1日 - 福岡地区で地上デジタル放送（ワンセグ含む）の試験放送開始。
  - 7月1日 - 福岡地区で地上デジタル放送開始。
- 2007年（平成19年）7月1日 - テレビ開局50周年を機に、ロゴを「RKB」（手書きの続け字調）から「+rkb」に変更。色は+がピンクでrkbが黒。RKB部分は小文字。ただし、公式文書で使われる略称は大文字のまま。
- 2008年（平成20年） - テレビ開局50周年。テレビ開局50周年のキャッチコピーは、「テレビご自由年。RKB」。（番宣番組も4月より『ももピッ!』から半年間『テレビご自由年。RKB』に変わった。2015年（平成27年）3月までは、『デジももタイムズ』だったが、同年4月より『みて4 RKB』に変更。）
- 2009年（平成21年）6月26日 - 登記社名をRKB毎日放送株式会社に変更[注 6]。
- 2010年（平成22年）
  - 5月30日 - この日を以て福岡本局で実施していたAMステレオ放送を終了。翌5月31日より従前のモノラルに戻す。
  - 7月4日 - アナログTV画面を強制レターボックス化（CM中を除き4:3SD画面時は上下に加え左右にも黒帯が入る額縁画面に）。これに伴い各番組テロップは16:9画面対応に。
- 2011年（平成23年）
  - 7月24日 - この日を以て地上アナログ放送を終了。関門テレビ放送局が総務省の取り決めで本局以外は中継局に降格となるため「JOFO-TV」のテレビコールサイン返上[注 7]。
  - 11月21日 - 福岡ソフトバンクホークスが日本一を決めた「コナミ日本シリーズ2011・第7戦」（福岡Yahoo! JAPANドーム）の平均視聴率が44.4%、瞬間最高視聴率は秋山幸二監督が胴上げされた瞬間の62.6%（22時07分）を記録した。なお、同じく福岡ソフトバンクホークスが日本一を決めた2014年（平成26年）10月30日の「SMBC日本シリーズ2014・第5戦」（福岡 ヤフオク!ドーム）の平均視聴率が北部九州地区で26.7%、瞬間最高視聴率は秋山監督の優勝インタビューが放送された瞬間の43.9%（22時17分）だった[9]。
- 2012年（平成24年）8月25日 - 2か月間の長期設備点検のため、土曜・日曜のTBSニュースバードの放送を一時休止した（9月1日から10月27日までは土曜3時14分終了・5時14分開始、日曜は遅くとも3時4分終了となっていた。その後、同年11月3日に土日のニュースバードの放送を再開）。
- 2015年（平成27年）9月2日 - KBCラジオとともにFM補完中継局の予備免許を受ける[10]。
- 2016年（平成28年）
  - 3月28日 - FM補完中継局の本放送開始[11]。なお、このFM開局を記念し、KBCラジオと共同制作で『熱ラジ!』を2局同時生放送[12]。
  - 4月1日 - 在福局で初、全国でも7番目となる認定放送持株会社体制へ移行[13][14]。
  - 9月2日 - RKBラジオは、福岡・佐賀・長崎の北部九州および山口各県のコミュニティーFM計11局[注 8]と災害時に情報を相互に融通する連絡網となる「北部九州・山口災害情報パートナーシップ」を締結し、この日よりスタート。なお各社は災害時、RKBがまとめた災害の総合的な情報と、各FM局が現地の被害状況を伝える生の声を補完し合うこととしている[15][16]。
- 2018年（平成30年）
  - 6月18日 - RKBラジオ福岡送信所にトラブルが発生し、午前9時35分ごろからラジオ放送が停波する事態となった（AM1278kHzのみ。ワイドFM・radiko等では聴取可能）。同日午後5時25分ごろに完全復旧[17]。
- 2020年（令和2年）
  - 11月16日 - 創立70周年を迎えるのを機に、タグライン（コーポレート・スローガン）「Be colorful.」（ビー カラフル）を制定[18]。同日から番宣番組のタイトルも『Be colorful. rkb』に変更される。
- 2021年（令和3年）
  - 6月 - 創立70周年。
- 2024年（令和6年）
  - 2月5日 - FM転換を見据えた総務省実証実験としてAM停波による社会的影響を検証するため、同日から2025年1月31日までの期間、行橋AMラジオ中継局を停波。FM、またはワイドFM放送で代替放送を行う[19][20][21]。
  - 6月30日 - RKBを含む福岡県内民放4局（九州朝日放送、テレビ西日本、福岡放送）と、災害対策基本法2条5号に定められる指定公共機関の指定を受けている日本放送協会（NHK）の福岡放送局及び広島放送局との間で、災害報道に関する覚書を締結[22][23][24]。

### ネットワークと放送エリア
- 山口放送との関係 - 1953年（昭和28年）3月26日に山口県防府市に防府中継局を設置する免許申請を行ったが、ラジオ山口（KRY）の周南放送局開局申請との競願となった。その後、小澤太郎山口県知事（当時）の斡旋でKRYはRKBと業務協定を行う事となり、RKBは申請を取り下げた。しかし、1956年（昭和31年）の開局時はライバルのKBCラジオの協力を取り付けたため、業務協定は結局実現しなかった。
関門地区のテレビ免許でもRKBとKRYは競願の末、両社で西部毎日テレビジョン放送を設立。RKBがこれを合併した事で、一時KRYがRKBの経営に携わっていた時期があった。
1982年（昭和57年）9月、RKBはTBSの意向を受けKRYのJRN加盟を承諾。
- KNSネット - 1954年（昭和29年）5月1日よりラジオ長崎、ラジオ佐世保（共に現在の長崎放送（NBC））との間で、両局がローカル番組を除きRKB番組をそのまま放送する業務協定を行い、1958年（昭和33年）一杯まで継続した。略称は、当時の放送局名（ラジオ九州=Radio Kyushu、ラジオ長崎=Radio Nagasaki、ラジオ佐世保=Radio Sasebo）の頭文字から取ったものである。
- FOLネット - 1955年（昭和30年）ニッポン放送（JOLF）、新日本放送（NJB。現在のMBSラジオ（MBS））とラジオスポーツ番組のラインネットワークを結ぶ。ラジオ中国（現在の中国放送（RCC））等の協力を得て1962年（昭和37年）まで継続した。FOLとは、各局のコールサイン（RKBのJOFR、MBSのJOOR、LFのJOLF）から取ったものである。
- 幻の唐津進出 - 1958年（昭和33年）7月15日、佐賀県唐津市にラジオ放送局の免許を申請したが、却下されている。これは申請の半月後の8月1日に長崎放送が佐賀放送局の開局を控えていたことが影響していると思われる。結局唐津には長崎放送が1974年3月31日に中継局を開局させている。
- テレビネットの変遷 - テレビ放送開始当時は、ラジオ東京と日本テレビ（NTV）から内容の優れた番組を自由にネットした。（いわゆるオープンネット状態）
1958年（昭和33年）8月、テレビ西日本（TNC）の開局でNTV系列の番組が大幅に同局へ移行。1960年（昭和35年）2月1日、「四社連盟」（現在の「五社連盟」）の結成に伴い、KRT系列番組を編成の基本とする。
1961年（昭和36年）4月、それまで九州朝日放送（KBC）で放送されていた日本教育テレビ（NET。現在のテレビ朝日（EX））の学校放送がRKBに移行。これを契機にNET系列番組のネットが増え、全放送時間の3割までを占めるに至る。
1964年（昭和39年）10月、TNCがフジテレビジョン（CX）系列に、KBCがNET系列にそれぞれ移行し、学校放送以外のNET系列番組が姿を消す。一方、この一件で福岡地区での日本テレビ系列局が喪失した事から、NTV系列番組が復活。サス枠（いわゆる放送中断の時間帯）が埋まったことで念願のテレビ全日放送の実施が可能となった。
1969年（昭和44年）4月、福岡放送（FBS）の開局に伴い、NTV番組が同局に移行。名実ともにJNN系列のフルネット局・基幹局となって現在に至る。
ニュースネットは1958年（昭和33年）にKRTと協定を結んで以来、KRT＝TBS＝JNN系列となっている。
- FBS開局の背景 - 関門地区テレビ免許競願調整の際、毎日新聞系の西部毎日テレビジョン放送はRKBと、朝日新聞系のTNCはKBCとそれぞれ合併する事を条件に免許が与えられた。
西部毎日テレビジョン放送は開局までにRKBと合併したが、TNCは結局KBCと合併しなかった。寧ろTNCは別の意味でKBCと手を結び、1962年（昭和37年）に関門限定のTNCが福岡に、福岡限定のKBCが北九州にそれぞれ進出して、両地区を押さえていたRKBの強力なライバルとなった。
収まらない当時の西部毎日関係者（九州電力系など）は、新規にテレビ局開設を計画。これに九州に進出して間もない読売新聞やネット局を失ったNTVが合流。FBS開局に繋がった。FBS開局にあたり、RKBから社員が移籍や出向して支援した。
- ラジオニュース - 1953年（昭和28年）9月1日には、それまでの『毎日新聞ニュース』（後のRKB毎日ニュース）に加え、『西日本新聞ニュース』も放送するようになった。
1967年（昭和42年）2月、定時ニュースは、北九州市の毎日新聞西部本社に設置したニューススタジオから放送する事となり、RKB報道部と毎日新聞社の共同制作に変更された。この他、西日本新聞社からは別途地域生活情報の提供を受ける事となった。
1970年（昭和45年）10月、RKBのラジオニュースは、すべて福岡のRKB報道部で制作される事となり、現在に至る。
- エリア外の進出 - 1954年（昭和29年）、東京支社にラジオスタジオが完成し、ニュースやドラマなど一部のRKB番組が制作された。当時の経営陣はこのスタジオの有効活用を生かして、同じ毎日新聞系列のラジオ福島（rfc）に対し、一時期このスタジオで制作された毎日新聞ニュースの同時ネットを行った。
また、このスタジオを使用して神奈川県域でラジオ放送局免許を取得し、関東地方に放送局を設置する計画があったが、競願の末ラジオ関東（JORF。現在のラジオ日本）に一本化され、結局RKBは関東進出を果たせずに終わってしまった。ただしラジオ関東は1977年（昭和52年）12月まで毎日新聞のニュースを放送していた。

### テレビネットワークの移り変わり
- 1958年（昭和33年）
  - 3月1日 - 福岡県福岡市（西部地区）でテレビ放送開始。日本テレビ・ラジオ東京（現：TBSテレビ）とネットを組む。
  - 8月1日 - 福岡県八幡市（現：北九州市八幡東・西区）（関門地区）でテレビ放送開始したがネット関係は変わらず。
  - 8月28日 - この日関門地区で開局したテレビ西日本が日本テレビ系列局として開局したため同局の番組を手放しラジオ東京を編成の中心とする。
- 1959年（昭和34年）8月1日 - ニュースネットワークJNNに加盟。
- 1960年（昭和35年）2月1日 - 四社連盟（1ヶ月後には五社連盟）に加盟。JNN系列基幹局となる。
- 1961年（昭和36年）4月1日 - 九州朝日放送からNETテレビの学校放送番組が移行される。
- 1964年（昭和39年）10月1日 - テレビ西日本が日本テレビ系列からフジテレビ系列にネットチェンジしたため日本テレビ系列の番組を番販ネットという形で再開する（ニュース番組は、加盟するJNNの排他協定によりネットしなかった）。
- 1967年（昭和42年）6月 - 民間放送教育協会に加盟。
- 1969年（昭和44年）4月1日 - 福岡放送の開局により日本テレビ系番組が姿を消す。これによりTBSフルネット化完了するが、民教協制作（製作ではない）番組はそのまま残る（※現在も変わらない）。
- 1975年（昭和50年）3月31日 - 五社連盟の近畿広域圏加盟局が腸捻転解消（ネットチェンジ）により朝日放送から毎日放送に変更。九州朝日放送と近畿発全国ネット番組を交換。
- 1991年（平成3年）4月1日 - TXN九州（現：TVQ九州放送）の開局により、一部番販ネットしていたテレビ東京系列の番組が姿を消す。（実際には1990年（平成2年）3月で放送終了）

## 社史・記念誌
RKBでは、以下の7冊を発行している（2022年10月時点）。
- 放送十年 RKB毎日社史（RKB毎日放送・編） 1962年10月発行、全226ページ[25]。
- 放送20年 RKB毎日放送社史（RKB毎日放送株式会社社史編纂委員会・編集） 1973年発行、全396ページ。
- 放送この十年 RKB毎日放送創立30周年記念（RKB毎日放送株式会社社史編纂小委員会・編集） 1981年発行、全202ページ[26]。
- RKB30〜40年 多メディア時代への挑戦（RKB毎日放送株式会社社史編纂小委員会・編） 1991年12月発行、 全303ページ。
- 九州・福岡RKB放送史事典 RKB毎日放送創立50年記念（RKB毎日放送株式会社50年史編纂委員会・編纂） 2001年12月発行、全569ページ。
- RKB50〜60年史 アナログからデジタルへ（RKB毎日放送株式会社60周年社史編纂委員会・編纂） 2011年12月発行、全398ページ。
- Be colorful. rkb 70th : RKB60〜70年史 （RKB毎日放送株式会社創立70周年社史編纂プロジェクト・編集） 2022年3月発行、全408ページ。

## 本局及び中継局一覧
主な局名と周波数またはチャンネル、コールサインおよび出力。

### ラジオ
RKBラジオ#基本データを参照。

### テレビ

#### リモコンキーID

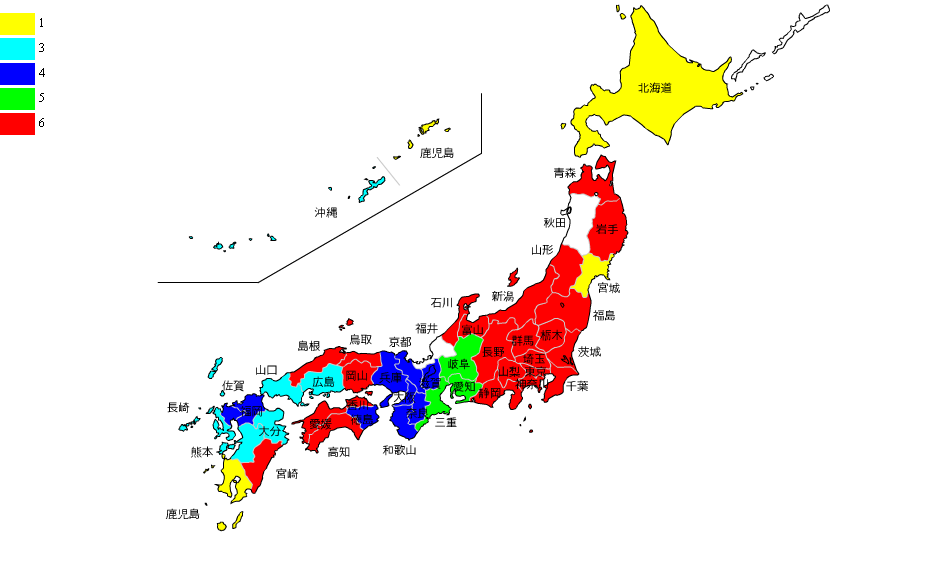
JNN系列のリモコンキーID地図

リモコンキーIDは「4」。福岡アナログ親局の4chから由来している。JNN系列準キー局の大阪MBSも同様の理由で「4」が使われる。
この影響で、本来は「4」が割り当てられるはずだったNNN/NNS系列のFBSはSTVと同じく「5」が割り当てられた。
MBS・RKB以外のJNN系列局のリモコンキーIDはHBC・TBC・MBCが「1」、RCC・tys・NBC・RKK・OBS・RBCが「3」、CBCが「5」、その他16局はTBS（キー局）・IBC・MROのアナログ放送チャンネルと同じ「6」が使用される。在福民放で「6」は他系列を含めどの局も使用していない（九州・沖縄で他系列を含め「6」を使用する局はMRTのみ）。

#### 送信所
- 呼出符号：JOFR-DTV
- 呼出名称：RKBまいにちデジタルテレビジョン

| 局名       | チャンネル | 空中線電力 |
| ---------- | ---------- | ---------- |
| 福岡局     | 30ch       | 3kW        |
| 関門局     | 30ch       | 1kW        |
| 久留米局   | 30ch       | 30W        |
| 大牟田局   | 30ch       | 10W        |
| 行橋局     | v30ch      | 10W        |
| 宗像局     | 24ch       | 21W        |
| 糸島局     | v30ch      | 30W        |
| 太宰府局   | v30ch      | 1W         |
| 吉田局     | 14ch       | 1W         |
| 鞍手局     | v30ch      | 1W         |
| 苅田局     | v24ch      | 1W         |
| 筑前山田局 | 30ch       | 1W         |
| 後藤寺局   | 30ch       | 1W         |
| 宝珠山局   | 49ch       | 1W         |
| 須恵局     | 30ch       | 1W         |

- 「北九州局」ではなく「関門局」の名称が使われているのは、今のRKB発足の際の経緯に由来する。
- 関門局の送信施設は他の民放の北九州局とともにKBC九州朝日放送の設備を共用。

#### アナログ放送
2011年7月24日停波時点
- 福岡局 4ch JOFR-TV 10kW 呼出名称：RKBまいにちふくおかテレビジョン
  - 久留米局 48ch 300W
  - 大牟田局 61ch 100W
  - 宗像局 49ch 30W
- 関門局 8ch[注 11] JOFO-TV 1kW 呼出名称：RKBまいにちかんもんテレビジョン
  - 行橋局 60ch 100W（垂直偏波）

### RKBテレビ・ラジオのサービスエリア外視聴
- テレビ・ラジオ共に佐賀県全域に電波が飛んでおり、区域外ながらも佐賀県での視聴者はかなり多い（元々民放TVがFNN系列のサガテレビしか無い為、佐賀県内ケーブルテレビ各社は当局を含む在福TV局再送信を実施。ラジオではRKB同様にJRN加盟のNBCラジオ佐賀がある）。
- 福岡県外におけるRKBテレビ・ラジオ直接受信可能エリアは佐賀県のほぼ全域と山口県西部（下関 - 宇部付近の周防灘沿岸部、本来の系列局はtys）、長崎県有明海沿岸部、壱岐、対馬、平戸、松浦の一部地域（本来の系列局はNBC）、大分県北西部（中津 - 宇佐・日田付近の平野部、国東半島の周防灘沿岸部、本来の系列局はOBS）、熊本県北部（熊本市以北、本来の系列局はRKK）、愛媛県の一部地域（本来の系列局はitv）。
- TBS系列局の無い佐賀県で本局を受信される場合はそのまま4chでプリセットされる。大分県・長崎県・熊本県・山口県で本局を受信される場合、「4」はそれぞれ地元局（テレビ大分・長崎国際テレビ・熊本県民テレビ・山口放送）に設定されるため041・042の後に枝番が付き、リモコンキーの「6」か「9」以降でプリセットされる。※在福民放局RKBを含め5局は、有明海沿岸地域や周防灘沿岸地域でも受信出来る世帯が多い。

#### ケーブルテレビ再送信局
以下のケーブルテレビではRKBテレビが再送信されている。なお地上デジタル放送は日本民間放送連盟が区域外再放送を禁止しており、デジタル放送再送信特例地域以外への再送信は原則不可であるとされていた。2011年（平成23年）7月24日のテレビ放送のデジタル転換により、地元にTBS系の局がある地域を中心に順次再送信が取り止められることになっていた。佐賀県はデジタル放送再送信特例地域として位置付けられ、地元にTBS系列もなく民放も1社しかないため、RKB側が地上デジタル放送においての区域外再放送に同意した。
大分県の場合は、OCT・OCN・CTB・CTSが2007年（平成19年）4月に大臣裁定を申請して、同年8月に再送信許可が総務大臣から出されて9月より再送信を実施、2008年（平成20年）7月にはRKB側も再送信に同意していたが、2015年（平成27年）2月2日にCTBが再放送継続協議が整わず再送信を終了。残る3局も同じ理由で2016年（平成28年）3月31日に再送信を終了した。KCVと豊後高田の場合は大臣裁定が出されず、RKB側も地元局も再送信を容認している。（なお同様に九州朝日放送も再放送を終了したが、テレビ大分がクロスネット局であり、一部視聴できない番組があることを踏まえ、引き続き福岡放送・テレビ西日本・TVQ九州放送の再放送は行われている）
山口県のケーブルネット下関についてはもともとアナログ時代から同社の配信エリアに電波が届いており（一部地域を除く）、デジタル化後も再送信を継続。しかし同県内の他のケーブルテレビ局（山口ケーブルビジョンなど）では、デジタル化に伴い再送信が打ち切られた。長崎県では地域によって対応が分かれ、紆余曲折を経て有明海沿岸・壱岐・対馬の各業者が再送信を実施している。
※ 特例地域 徳島県、佐賀県
※ 太字はデジタル波再送信実施局
- 山口県（系列局はテレビ山口（tys））
  - ケーブルネット下関（J:COM 下関）※パススルー方式でデジタル波再送信中（2009年（平成21年）9月開始）
- 佐賀県 ※以下の佐賀県内の全ての局が佐賀デジタルネットワーク社（佐賀シティビジョン社に設置）より配信を受ける形となっている。
  - 佐賀シティビジョン（ぶんぶんテレビ）
  - CRCCメディア（くーみんブロードバンド）
  - 伊万里ケーブルテレビジョン
  - 西海テレビ
  - ケーブルワン（Cable One）
  - 唐津ケーブルテレビジョン（ぴ〜ぷる）
  - テレビ九州
  - 有田ケーブル・ネットワーク
  - 多久ケーブルテレビ
  - 藤津ケーブルテレビジョン
  - ネットフォー
  - ネット鹿島
  - ふじ有線テレビ
  - 小城ケーブルテレビ
- 長崎県（系列局は長崎放送（NBC））
  - ケーブルテレビジョン島原（カボチャテレビ）
  - 西九州電設（ひまわりてれび）
  - 諫早ケーブルテレビジョン放送※パススルー方式でデジタル波再送信（2009年（平成21年）8月1日開始）
  - 対馬市CATV
  - 壱岐市ケーブルテレビ （2011年（平成23年）4月1日開局）※2011年（平成23年）4月1日開局と同時にデジタル波再送信開始
- 大分県（系列局は大分放送（OBS））
  - KCVコミュニケーションズ（日田）※パススルー方式でデジタル波再送信中
  - 豊後高田市ケーブルネットワーク施設※パススルー方式でデジタル波再送信中
  - 姫島村ケーブルテレビ（ケーブルテレビ姫島）
  - 北大ケーブル情報センター（中津）
  - 玖珠テレビ組合
  - 大山有線テレビ（OYT）

### その他
デジタルTVは、福岡・関門・久留米・大牟田は開局当初は当面定格の1% - 10%の出力で放送（福岡局は久留米局の開始とともに定格出力となった）、宗像は試験放送中にアナログ放送に障害が発生したため試験途中から2Wに減力（開局でフルパワーとなった）。行橋は当初からフルパワーで放送
RKB毎日放送の社屋の隣にはFNN/FNS系列のテレビ西日本の社屋がある。
基本的には24時間放送だが、不定期で放送機器のメンテナンスのため放送を休止することがある。かつては毎年8月から9月にかけて土日深夜のニュースバードを休止してメンテナンスを行うことがあった。

### 新聞のテレビ欄の表示名
- 毎日新聞が「RKB毎日」と記載するほかは、「RKB〔毎日〕」または「RKB〔RKB毎日〕」と表示する（中国新聞山口県版、読売新聞〔テレビのみ〕、産経新聞九州・山口特別版も毎日新聞と同様「RKB毎日」と表記。アナログ放送時代は、九州と北海道のテレビ欄で略称表記が主となっていた）。
  - RKBの番組でも「毎日放送」はあまり使用されておらず「RKB」または「RKB毎日」[注 13]呼称が広く使われている。しかし、2006年（平成18年）12月1日の全国一斉地上デジタルテレビジョン放送の開始に伴う紙面刷新で、毎日新聞も福岡県版のみ「RKB〔毎日〕」の表記に切り替わった。ただし、ラジオ欄は従来どおり「RKB毎日」の表記である。日本経済新聞は2009年（平成21年）4月から「毎日 RKB」として表記されている（ラジオは今まで通り「RKB毎日」と表記）。西日本新聞と朝日新聞は2010年（平成22年）4月1日からテレビ・ラジオとも「RKB〔RKB毎日〕」と表記され、西日本新聞は2011年（平成23年）7月24日からテレビのみ「RKB〔RKB毎日放送〕」と表記されている。
  - 産経新聞では、2009年（平成21年）9月30日付までは、慣例により産経直系のFNSであるテレビ西日本を民放の一番手にしていたが、同年10月1日付からの九州・山口特別版創刊後は、毎日新聞西部本社に紙面印刷を委託していることに配慮して、毎日新聞同様、RKBを民放の一番手（TNCはその次）に載せるようにした。
- なお、RKB毎日放送と系列局である毎日放送（MBS） は別会社であるが資本関係があり（MBSが筆頭株主）、健康保険組合を共有したり、地上アナログ放送の親局チャンネルと地上デジタル放送のリモコンキーIDが同じ「4」だったりするなど姉妹会社の関係にある。このため、腸捻転時代からMBS製作番組がRKBで放送されたり、逆に腸捻転解消後はRKB制作の番組がMBSで放送されることもある。また、腸捻転時代にMBSが経営難に陥っていた東京12チャンネル（現・テレビ東京）の経営再建を支援していた関係[注 14]で、TVQ開局の前年（1990年（平成2年）3月）までRKBではテレビ東京制作の番組が数多く番販ネットされていた。
- 地デジの番組表（Gガイド）では、「RKB毎日放送」と表記している。

## 番組

### 自社制作番組
太字の番組はJNN西部ブロック（九州・沖縄・山口各県）向けの番組としてRKB毎日放送を基幹局（キー）とする共同製作。
情報・ワイドショー
- タダイマ!（月曜 - 金曜 15:40 - 19:00）
- 金曜ももピッ!（金曜 10:07 - 10:24）
- サンデーウォッチ（日曜 10:30 - 11:24）
- RKB NEWS DIG（金曜 9:55 - 10:07）
- RKB NEWS DIG セレクト（土曜 5:45 - 6:15）
- バズーさんのタダイマ!サンデー（日曜 11:40 - 11:45）

バラエティ
- まじもん!（水曜 19:00 - 20:00）
- エンタテ!区〜テレビが知らないe世界〜（木曜（水曜深夜）0:55 - 1:25）
- ハカタの王様（土曜 14:00 - 15:54）
- 華丸の「先生!染まりんしゃったね…。」（日曜（土曜深夜）0:28 - 0:58）
- キャッチアップ!R（金曜（土曜深夜）2:55 - 3:25）
- BLUEでカンパイ!（土曜 18:55 - 19:00）
- コモンセンス〜常識を疑え〜（水曜（火曜深夜）1:28 - 1:58）

教養・ドキュメンタリー
- ミライアングル（水曜 9:55 - 10:10）
- 池尻和佳子のトコワカ（水曜 10:10 - 10:24）
- 志、情熱企業（土曜 18:50 - 18:55）
- JNN九州・沖縄ドキュメント ムーブ（不定期日曜 5:15 - 5:45、ネット局：RKB毎日放送 - 長崎放送 - 熊本放送 - 大分放送 - 宮崎放送 - 南日本放送 -琉球放送）
- 城島健司のJ的な釣りテレビ（日曜 6:15 - 6:45）
- 新 窓をあけて九州（日曜 10:00 - 10:15、ネット局：RKB毎日放送 - 長崎放送 - 熊本放送 - 大分放送 - 宮崎放送 - 南日本放送）
- 世界一の九州が始まる!（日曜 10:15 - 10:30、ネット局：RKB毎日放送 - 長崎放送 - 熊本放送 - 大分放送 - 宮崎放送 - 南日本放送 - 琉球放送）
- チャギハ!（月曜（日曜深夜）0:50 - 1:20） - 開始当初週一回30分番組だった
- アジア熱風街道（2010年より年1回放送）
  - このほか、1993年頃から毎年1回、1時間枠でRKB毎日放送制作-全国ネットの単発番組が放送されている。1999年までは敬老の日にちなんだドラマ（1993年のみ）やドキュメントを、2000年代からは、著名人が世界各国を巡る紀行番組を放送しており、これまで和久井映見、斉藤由貴、谷原章介、片瀬那奈、紺野まひる、黒田知永子らが、欧州、アフリカ、アジアなどを地域にとらわれず旅している。2018年は関ジャニ∞メインの番組。
  - 恒例だった敬老の日特番は2022年に終了し、2023年は9月2日に『福岡上陸!ノブコブ吉村のぱくTube〜有吉弘行参戦篇〜』を放送。

スポーツ
- S☆1 BASEBALL 鷹ちゃんLive（福岡ソフトバンクホークス戦中継） - 日本シリーズの全国ネット中継はTBSテレビ主導制作（技術面・リアルタイム字幕放送・連動データ放送付加・番組送出も全て担当し、RKB毎日放送は制作協力扱いとなる）で放送する。
  - RKB毎日放送での放送日に地上波関東ローカルやBS-TBSでも放送する場合は、TBSテレビが地上波向けとBS向けをそれぞれ別制作している。
  - 対広島東洋カープ戦（Veryカープ! RCCカープデーゲーム中継）は中国放送が、対阪神タイガース戦（タイガース全力応援宣言 MBSベースボールパーク）は毎日放送（MBSテレビ）が、対北海道日本ハムファイターズ戦（Bravo! ファイターズ）は北海道放送が別制作することが多いが、要員や制作予算の都合上ごくまれに同時ネットとなったことがある。
- 別府大分毎日マラソン（毎年2月第1日曜 11:43 - 14:24 RKB毎日放送・大分放送共同制作 - 11:43 - 11:50（直前番組）はRKB毎日放送のみ放送、11:50 - 14:24は全国ネット）
- クロスカントリー日本選手権（RKB毎日放送製作-全国ネット） - 「福岡国際クロスカントリー大会」時代より放送。年度により制作がTBSテレビ主導の場合あり
- RKB×三井松島レディース（RKB毎日放送制作 - JNN全国ネット） - 2004年までは九州ブロックネット、2005年より全国ネット昇格
  - 2000年から2009年まではヴァーナルレディース、2010年から2012年まではフンドーキンレディース、13年から22年まではほけんの窓口レディース。
- 選抜女子駅伝北九州大会 - 2019年まで関西・中四国・九州ブロックネットで録画中継。2020年は録画中継がRKB毎日放送・テレビ高知のみとなった代わりにBS-TBSで生中継
- 北九州マラソン - BS-TBSでも放送。

民教協制作テレビ番組
- 日本のチカラ（日曜 5:45 - 6:15）
- 民教協スペシャル（毎年2月放送）
- 日本!食紀行
- 生きる×2
- 発見!人間力
- 学びEye!

### TBS系列局制作番組
太字は同時ネット
報道・情報・ワイドショー
- THE TIME'（月曜 - 金曜 4:30 - 5:20）[注 15][27]
- ひるおび・午前（月曜 - 金曜 10:25 - 11:30）
- ゴゴスマ -GO GO!Smile!-（月曜 - 金曜 13:55 - 15:40、CBCテレビ制作）

バラエティ・ドラマ
- 世界くらべてみたら（水曜 20:00 - 21:00）
- ワールド極限ミステリー（水曜 21:00 - 21:57）
- よるのブランチ（水曜 23:56 - 翌0:40）
- よしもと新喜劇（木曜（水曜深夜）1:25 - 2:30、毎日放送制作）
- 王様のブランチ（土曜 9:30 - 14:00）[注 16]
- TBSスター育成プロジェクト 私が女優になる日（日曜（土曜深夜）0:58 - 1:28）
- サンデージャポン（日曜 15:00 - 16:24）
- 週刊さんまとマツコ（日曜 16:30 - 17:00）

教養・ドキュメンタリー
- TBSスター育成プロジェクト 私が女優になる日（日曜（土曜深夜）0:58 - 1:28）

### その他
- D_CIDE TRAUMEREI（土曜（金曜深夜）1:55 - 2:25）

### 過去に放送していた自社制作番組
- 東芝日曜劇場（1993年迄の一部作品のみ）
- RKBリビングショー（1967年10月2日 - 1972年3月31日）
- 奥さん集合 10時はぁーん（1972年5月8日 - 1975年3月28日）
- 10時です 奥さん集合（1975年3月31日 - 1976年10月1日）
- 2時の飛行船（1976年10月4日 - 1977年9月2日、ABC制作『ワイドショー・プラスα』が腸捻転解消でKBCに移行した後、後継番組として同枠で放送した）
- RKBテレビキャラバン（1977年10月3日 - 1979年9月14日）
- いきいきワイド はい!10時です（1979年10月1日 - ）
- 情報BOX955
- 朝の情報BOX
- RKBおはよう天気
- おはよう福岡市
- RKBニュースワイド（1975年3月 - 2003年6月）
- RKBワイド5（1991年4月 - 1994年4月）
- 夕方放送局今日もやっぱり基樹です（1994年4月 - 1997年9月）
- RKBももち丸（1997年9月 - 1998年8月）
- 夕方どんどん（1998年8月 - 2003年6月）
- お天気ポップス→ミッドナイトポップス（1980年代 - 2005年頃）
- OK!
- カナナテレビふくおかん
- 惑星のサル（放送時期不明、オクイシュージがMCを務めていた番組）
- 砂ぼうず（木曜 1:58 - ：CBCを制作幹事局にHBC、TBCとの共同制作）
- TAXI A GO!GO!（HBC、TBC、SBS、RSK、RCCとの共同制作）
- 京極夏彦 巷説百物語（CBCを制作幹事局に、RCCとの共同制作。RKBの深夜アニメ初参入作品）
- ピーチーズの@お気に入り（1999年 - 2006年）
- はぁと日和（2005年4月 - 2006年3月：ネット局RKB-NBC-RKK-OBS-MRT-MBC）
- RAY THE ANIMATION（2006年4月 - 6月：CBCを制作幹事局にHBC、TBCとの共同制作）
- マリンピアくろいジャズフェスティバル（毎年7月最終日曜日に山口県豊浦町（現・下関市）で開催された音楽イベント。JNN基幹局を中心に1994年頃まで放送）
- スターカッププロアマゴルフ（1984年から2001年までに毎年5月あるいは6月の第1土曜日にJNN全国ネットで放送）
- MTM（ - 2008年3月：日曜 2:10 - 2:40：ネット局：RKB、MBS）
- 九州青春銀行
- 吉岡忍と見るRKBテレビ50選（月曜 1:10 - ）
- 福岡国際女子柔道選手権大会（RKB制作 - JNN全国ネット）- 2006年を最後に大会自体が終了
- 原千晶の北九州バナナ（2005年10月 - 2008年3月 土曜 11:30 - 11:45）
- 照英 食の王国九州をゆく
- コウケンテツの裏DON
- はなわの食紀行
- 味わいぶらり旅（日曜 10:00 - 10:15：ネット局：RKB - NBC - RKK - OBS - MRT - MBC）
- a life（一部地域で放送されていたa lifeとは異なる。ミニ番組。）
- たけ団地（2008年9月 - 2010年3月 土曜 18:50 - 18:55）
- ふくおか見聞録（土曜 18:55 - 19:00・福岡県広報番組）
- 旅ログ紀行 九州あっぷ旅路（日曜 10:30 - 11:00）
- 北九州魅力ミュージアム（月曜 19:55 - 20:00・北九州市広報番組）
- 探検!九州（1990年10月 - 2014年3月）
- はいっ、おべんとう。（金曜 21:54 - 22:00）
- プレミアムマルシェ〜至福の贈り物〜（土曜 18:54 - 19:00）
- タクナル（日曜 13:50 - 14:00）
- Rev. from DVLのホーカゴ（火曜 2:03 - 2:33）
- ディスカバ!LinQ（木曜 1:08 - 1:38）http://rkb.jp/discoverlinq/
- 開け!!キタキュウ人図鑑（土曜 9:25 - 9:28・北九州市広報番組）
- 列車に乗って（日曜 10:00 - 10:15：ネット局：RKB-NBC - RKK - OBS - MRT - MBC - CBC - MBS）CBC・MBSは放送日時が異なる。
- 豆ごはん。（水曜 19:00 - 19:56）
- すまいる大御殿（火曜（月曜深夜） 0:55 - 1:40）
- みんなの青春のぞき見TV TEEN!TEEN!（木曜（水曜深夜） 0:10 - 0:55。RCCでも放送）
- テレビ名作劇場（平日 9:55 - 10:50） - TBS・MBS系で放送されたドラマやバラエテイの再放送
- 木曜プラチナ（木曜 23:55 - 翌日0:55） - ドラマ再放送中心
- 福岡知っとうと?（土曜 18:55 - 19:00）
- 瞬感スポーツ（土曜 0:15 - 0:45）
- ウォッチ@24（月曜 - 木曜 23:55 - 翌日0:10）
- 福おかぁさん（水曜 19:00 - 19:54）
- 元気by福岡（月曜 0:50 - 1:00）
- 天神ウォッチ新聞女子（月曜 - 金曜 9:55 - 10:25）
- Pパラダイス（火曜（月曜深夜） 1:28 - 1:58） - パチンコ・パチスロ番組
- ボイメン☆FUKUOKA（水曜（火曜深夜） 1:10 - 1:40）
- あなたの未来を変えナイト!（木曜（水曜深夜） 0:10 - 0:55）
- 田村淳のコンカツ!（木曜（水曜深夜） 0:55 - 1:25）
- パチスタTV レバーオン!!（木曜（水曜深夜） 1:55 - 2:25：スカパー!・パチンコ★パチスロTV!でも放送）
- 今日感ニュース（月曜 - 金曜 18:15 - 19:00）
- 今日感モーニング（月曜 - 金曜 9:55 - 10:25）
- 今日感テレビ（月曜 - 金曜 13:55 - 15:50）
- 今日感テレビ日曜版（日曜 12:57 - 13:57）
- ソコトラ（月・水・金 9:55 - 10:25）
- まちプリ（月曜 - 金曜 10:25 - 11:30）
- ぞっこん九州（水曜 19:00 - 19:53）
- 旬感北九州（水曜 19:53 - 19:56・北九州市広報番組）
- 福岡県庁知らせた課（日曜 16:54 - 17:00・福岡県広報番組）
- SAMURAI24 地域創生インターナショナルバラエティ（月曜）
- スキマTIMES（火曜）
- ほっとけない!TV（火曜 深夜0:55 - ）
- 超科学アイドルメディアHKTV!（2021年10月20日 - 2022年9月28日、水曜（火曜深夜）0:55 - 1:25）
- 発掘ゼミ!!（土曜 6:30 - 6:45）
- よしもと天神一丁目!（金曜（木曜深夜）0:55 - 1:25）
- チャートバスターズR!（火曜（月曜深夜）1:55 - 2:25）
- オケハザマってなんですか?〜弐ノ陣・版図拡大〜（水曜（火曜深夜）1:25 - 1:55）
- 博多華丸・大吉のピンチで生き残る知恵セブン（毎年9月第3月曜 9:55 - 10:50、RKB毎日放送制作 - 全国ネット）
- 日曜もシエスタ（日曜 13:57 - 14:55）
- 日曜もタダイマ（日曜 13:57 - 14:55）

### 過去に放送していた番組

#### FBS開局まで放送されていた日本テレビ系の番組
- 笑点（FBSへ移行）
- シャボン玉ホリデー（月曜 18:00 - 18:30枠。その後TNCへ日曜 19:30 - 20:00枠の1時間遅れ→日曜 18:30 - 19:00枠の同時ネットで移行し、正式にFBSへ移行した）
- 水色の季節（月曜 23:20 - 。日本テレビでは木曜 21:30 - 22:26枠）
- 夜の主役（火曜 23:20 - ）
- 戦え!オスパー（日曜 10:30 - 11:00枠。FBS開局後、FBSで再放送）
- 読売テレビ制作土曜夜7時枠のアニメ（金曜 18:00 - 18:30枠。よみうりテレビおよび日本テレビ系列では土曜 19:00 - 19:30枠。系列局と同様、大塚製薬のスポンサードネットで6日遅れで放送）
  - 黄金バット
  - 巨人の星（FBSが開局した後も、視聴者保護の観点から、FBS北九州局が開局されるまで、1回だけRKBで放送し、その後は正式にFBSへ完全移行した[注 17]）
- 37階の男（金曜 23:20 - ）
- 日本テレビ日曜8時連続ドラマ（日曜 16:00 - 。日本テレビでは日曜 20:00 - 20:56枠。第2期の青春学園シリーズを7日遅れで放送）
  - 青春とはなんだ
  - これが青春だ
  - でっかい青春
  - 進め!青春
- 意地悪ばあさん 読売テレビ版（土曜 17:00 - 17:30枠。FBSへ移行）
- 日立ドキュメンタリー すばらしい世界旅行（FBSへ移行）
- ロンパールーム（FBSへ移行）
- プラチナゴールデンショー（FBSへ移行）
- あなた出番です!（FBSへ移行）
- スター劇場
- 歌う王冠
- 快獣ブースカ
- ショック!!
- 踊って歌って大合戦（日曜 17:00 - ）
- ミユキ野球教室（同時ネット）
- お笑いマンガ道場（FBS開局後でかつ名古屋地区でのネット改編後の開始だが、東京地区では東京12チャンネル【現・テレビ東京】で放送されていた関係で放送していた。テレビ愛知開局で東京地区での放送が日本テレビへ移行したため、FBSへ移行。中京テレビ制作）

#### 腸捻転時代にネットされていた朝日放送の番組
★はKBCに移行した番組。
☆はそのうち現在もKBCで放送中の番組。
- ★夫婦善哉
- ★お笑い花月劇場
- ★ワイドサタデー 共同制作：朝日放送・山陽放送 → 瀬戸内海放送・中国放送 → 広島ホームテレビ・大分放送・南海放送・RKB毎日放送 → 九州朝日放送に、1972年4月から四国放送・宮崎放送も参加）
- ★☆新婚さんいらっしゃい!（現在も放送中）
- シャボン玉寄席 → ★シャボン玉プレゼント
- ★ワイドショー・プラスα
- ★必殺シリーズ
  - 必殺仕掛人
  - 必殺仕置人
  - 助け人走る
  - 暗闇仕留人
  - ★必殺必中仕事屋稼業（第13話まで）
- ★霊感ヤマカン第六感（腸捻転解消直前の半年間のみ。KBCでのネット開始は全国ネット再開後の1975年10月から）
- ★はじめ人間ギャートルズ（霊感ヤマカン - と同じく腸捻転解消直前の半年間のみ）
- てなもんや三度笠
- 日本の嫁シリーズ
- お荷物小荷物（沖縄編・カムイ編）
- 豆腐屋の四季
- 好き! すき!! 魔女先生
- ふしぎなメルモ（再放送はKBCでも実施）
- 海のトリトン（再放送はKBCでも実施）
- ど根性ガエル（再放送はKBCでも実施・日本テレビ制作実写ドラマはFBSで放送）

ほか。

#### 腸捻転解消でKBC・TNCから移行した毎日放送の番組
☆＝KBCから移行、●＝TNCから移行
- アップダウンクイズ☆
- 野生の王国☆
- 皇室アルバム☆
- 真珠の小箱☆
- 仮面ライダーシリーズ☆（仮面ライダーストロンガー以降。仮面ライダー（第一作）が2000年前後に深夜の時間帯で再放送されるが、途中打ち切り）
- 生きものばんざい☆（KBCでは時差ネットだったが、移行後は同時ネットに）
- グリコがっちり買いまショウ☆
- 八木治郎ショー☆
- ちびっこアベック歌合戦☆（KBCでは遅れネットだったが、移行後は同時ネットに）
- 花月爆笑劇場☆
- まんが日本昔ばなし☆（RKBでのネット開始はTBS系列でのネット再開後の1976年1月から）
- 仁鶴・たか子の夫婦往来●（関東地区では当初、東京12チャンネル（現:テレビ東京）で毎日放送と同時ネットされていたが、腸捻転解消によりTBSへ移行。ただし、福岡県では地元の提供スポンサーとの関係で、1976年3月までTNCで放送後、同年4月からRKBへ移行）

なお、『ヤングおー!おー!』は腸捻転解消前からRKBにネットされていた。関東地区では東京12チャンネル（現・テレビ東京）でネットされていた為の番組販売扱いで、腸捻転時代はMBSとは1週遅れで放送されていたが、腸捻転解消後から最終回まではTBS系番組扱いとして同時ネットで放送された。なお、NET（現・テレビ朝日）に同時ネットされていた期間（1969.7 - 1969.9）およびその後の数年間（1週遅れの土曜午後枠）はKBCが放送していた。
また、『キリンものしりシリーズ』も腸捻転解消前からKBCではなくRKBでの放送だった上、腸捻転時代は地場企業の徳島水産（現：トクスイコーポレーション）と泰明堂（現：マルタイ）との1日交代による提供だったスポンサーが、腸捻転解消後はキー局と同じキリンビールのスポンサードネットとなった。

#### ブロックネット
- 九州再発見（九州電力、ニビシ醤油提供）
- 電撃黒潮隊（1992年10月 - 2002年9月、ネット局：RKB - TYS - NBC - RKK - OBS - MRT - MBC - RBC アートネイチャー提供）
- 九州遺産（ネット局：RKB - NBC - RKK - OBS - MRT - MBC - RBC）現在はBS-TBSで放送されている。
- 九州が知りたい（ネット局：RKB - NBC - RKK - OBS - MRT - MBC JR九州提供）
- オール九州各県対抗家族なんでも合戦（司会：ジェリー藤尾 RKB - NBC - RKK - OBS - MRT - MBCによる、6局共同制作番組。 サントリー提供。RKBは、木曜日 19:00 - 19:30枠で放送）
- ラブショック!（司会：桂文珍、岡崎友紀 ネット局:RKB - NBC - RKK - OBS - MRT - MBC サントリー提供）
- 無重力クイズ・スペースチャレンジャー（司会：山崎銀之丞、大島さと子 ネット局：RKB - NBC - RKK - OBS - MRT - MBC - RBC スペースワールド提供）

#### 本社が渡辺通にあった頃にネットされていたTBSテレビ系の番組
◇は本社が百道浜に移転してからもしばらく放送。☆は現在も放送中。
- JNNおはようニュース&スポーツ → JNNニュースコール→あなたにオンタイム
- おはようお天気ワイド → 砂川啓介 いま!朝です → ドーナツ6 → 地球!朝一番
- ヤング720 → モーニングジャンボ → モーニングジャンボJNNニュースショー → モーニングジャンボおはよう地球さん → 8時の空 → おはよう720 → おはよう700 → テレビ列島7時 → 朝のホットライン → THE WAVE → ビッグモーニング → ザ・フレッシュ! → フレッシュ! → ◇おはようクジラ
- モーニングジャンボ奥さま8時半です → 森本毅郎さわやかワイド → ◇モーニングEye
- 八木治郎ショー → 八木治郎ショー・いい朝8時 → ◇すてきな出逢い いい朝8時（毎日放送制作）
- ◇☆サンデーモーニング
- ◇JNNニュース1130
- ブラザー劇場
- ポーラテレビ小説
- CBC制作昼の連続ドラマ
- ◇愛の劇場
- ◇☆アッコにおまかせ!
- 3時にあいましょう → スーパーワイド
- 料理天国（土曜5時半から1週遅れネット）
- クイズMr.ロンリー（毎日放送制作、一時期ネット）
- JNNニュースコープ → ◇JNNニュースの森
- ◇JNN報道特集
- まんが日本昔ばなし
- ◇☆世界・ふしぎ発見!
- お笑い頭の体操 → クイズダービー
- 8時だョ!全員集合 → 加トちゃんケンちゃんごきげんテレビ
- アップダウンクイズ → クイズひらめきパスワード
- クイズ100人に聞きました
- ぴったし カン・カン
- スター爆笑座
- 世界まるごとHOWマッチ（毎日放送制作）
- わくわく動物ランド
- ザ・ベストテン
- 家族そろって歌合戦 → 熱戦!歌謡ダービー
- 月曜ロードショー → ◇月曜ドラマスペシャル
- ◇ナショナル劇場
- ◇東芝日曜劇場
- ◇☆金曜ドラマ
- 野生の王国（毎日放送制作）
- すばらしき仲間（中部日本放送制作）
- JNNニュースデスク → ネットワーク → JNNニュース22 プライムタイム → JNNニュースデスク'88・'89 → ◇筑紫哲也 NEWS23
- JNNスポーツデスク → JNNスポーツチャンネル → ◇JNNスポーツ&ニュース

#### TVQ開局まで放送されていたテレビ東京系の番組
- プロレスアワー（木曜日 23:56 - 翌0:59枠）
- プレイガール（火曜日 23:46 - 翌0:40枠）
- 大江戸捜査網[注 19]（土曜日 10:00 - 11:00枠 → 日曜日 23:56 - 月曜日 0:51枠 → 土曜日 0:17 - 1:10枠 → 土曜日 13:00 - 13:55枠。TVQ開局後、TVQで再放送）
- 新大江戸捜査網（土曜日 13:00 - 13:55枠 21日遅れ。16:30 - 17:30枠で放送された回もある。TVQ開局後はTVQで再放送）
- じんじんの仁（土曜日 14:00 - 15:00枠）
- 高校教師[注 20]（土曜日 14:00 - 15:00枠、主演：加山雄三）
- 残りの雪（土曜日 14:00 - 15:00枠）
- プレイガールQ（火曜日23:50-翌0:50枠）
- 純愛山河 愛と誠（1975年1月から、火曜日 19:30 -20:00 → 土曜日 17:30 - 18:00枠）
- UFO戦士ダイアポロンII（9日遅れの土曜日 15:30 - 16:00枠）
- 柳生十兵衛（土曜日 12:00 - 12:55枠、主演：原田大二郎）
- そば屋梅吉捕物帳（土曜日 12:00 - 12:55枠）
- 斬り捨て御免!（土曜日 12:00 - 12:55枠、シーズン3に関しては73日遅れ。TVQ開局後はTVQで再放送）
- あいつと俺（金曜日 23:55 - 翌0:50枠）
- 悪党狩り（土曜日 12:00 - 12:55枠、TVQ開局後はTVQで再放送）
- ミエと良子のおしゃべり泥棒（月曜日 0:10 - 0:40枠）
- 金曜スペシャル（金曜日 23:55 - 翌0:50枠）
- 眠狂四郎 円月殺法（土曜日 12:00 - 12:55枠、TVQ開局後はTVQで再放送）
- 眠狂四郎 無頼控（土曜日 12:00 - 12:55枠、TVQ開局後はTVQで再放送）
- 太陽の牙ダグラム（土曜日 17:30 - 18:00枠）
- 装甲騎兵ボトムズ（土曜日 17:30 - 18:00枠）
- 巨神ゴーグ（土曜日 17:30 - 18:00枠）
- アタッカーYOU!（2週遅れの金曜日 16:30 - 17:00枠）
- クイズ地球まるかじり!（土曜日 12:00 - 13:00枠 1990年3月で放送終了。TVQ開局までの1年間は放送なし）
- クイズところ変れば!?（土曜日 13:00 - 14:00枠 1990年3月で放送終了。TVQ開局までの1年間は放送なし）
- ON&OFF
- パソコンサンデー（TNCよりネット移行。ただし遅れネットのため、別タイトルで放送）
- コンピュートないと（後に『なんでもコンピュート』と改題）
- なつかしの歌声（火曜日 19:30 - 20:00枠 → 日曜日 23:54 - 月曜日 0:24枠）
- ミスター味っ子（土曜日 17:00 - 17:30 途中打ち切り。TVQ開局後に全話、再放送）
- 夫婦ねずみ今夜が勝負（火曜日 23:35 - 水曜日 0:30枠）
- おんな組アクション控（日曜日 23:46 - 月曜日 0:43枠）
- 歌え!ヤンヤン!（日曜日 23:56 - 月曜日 0:56枠 → 土曜日 16:55 - 17:50枠）
- マンガ大作戦
- タミヤRCカーグランプリ（放送日時・放送時間不明、午前ではない）
- 旅人異三郎（遅れ日数は不明。金曜日 23:25 - 土曜日 0:23枠）
- 木曜洋画劇場（「週末名画劇場」として週末に放送→水曜日 23:55 -木曜日 1:55枠）

#### 深夜アニメ
（※UHFアニメのみ）
- 最終兵器彼女
- 英國戀物語エマ
- 大江戸ロケット
- キミキス pure rouge
- ソードアート・オンライン[注 21]
- 俺の彼女と幼なじみが修羅場すぎる
- 変態王子と笑わない猫
- ジョジョの奇妙な冒険シリーズ（2nd Season スターダストクルセイダースまで）
- 賭ケグルイシリーズ
- グランブルーファンタジー ジ・アニメーション（第1期のみ）
- BanG Dream!（3rd Seasonのみ）
- D4DJ First Mix

TBS・MBSなどJNN系列のアニメに関してはTBS系アニメを参照。

#### 上記以外の過去の放送番組
- どうなる?（TOKYO MX制作、木曜（水曜深夜） 2:13 - 2:43）

## 主な受賞作品

### 文化庁芸術祭賞
- 2002年度テレビ部門大賞
  - 炭鉱美人〜闇を灯す女たち〜
- 2008年度テレビ部門優秀賞
  - 母は闘う〜薬害肝炎訴訟原告 〜山口美智子の20年〜

## スタジオ

### テレビスタジオ
- T-1スタジオ（120坪 汎用）地下1階
  - 現在放送中の番組 ハカタの王様・中継番組の受けサブ
  - 過去に放送されていた番組 今日感テレビ（日曜版含む）・探検!九州 豆ごはん・まちプリ・日曜もタダイマ!
- T-2スタジオ（65坪）1階 
  - 現在放送中の番組 タダイマ!・サンデーウォッチ
  - 過去に放送されていた番組 今日感テレビ・今日感ニュース・ソコトラ
- ニューススタジオ 1階報道センター内
  - 現在放送中の番組 RKB NEWS
  - 過去に放送されていた番組 ウォッチ@24

### ラジオスタジオ
- R-Aスタジオ 1階 生ワイド用 ガラス張りでロビーから見学可 ライブカメラでHPに公開
- R-Bスタジオ 2階 生ワイド用
- R-Cスタジオ 2階
- R-Dスタジオ 2階 録音用
- Rニューススタジオ[28] 1階報道センター内 ラジオニュース用アナウンスブース

### サテライトスタジオ
- 毎日新聞福岡本部4階 - 天神ウォッチ新聞女子で使用していたが、2018年（平成30年）3月に番組終了。
- 天神きらめき通りスタジオ - ラジオ・オトナビゲーション、土曜deアミーゴ!、U18プロジェクト カリメン、ホークス花の応援団日曜版で使用。テレビ・2018年（平成30年）4月より今日感モーニングで使用。
  - 当スタジオは、2004年（平成16年）にCROSS FMが設置したが、同社の経営悪化に伴い、しばらくの間閉鎖されていた。その後、UStreamを経て、2017年（平成29年）よりRKBが使用している。当地にはかつて、NHK福岡放送局が開局した当時の局舎とラジオスタジオがあった。
- 東京支社ラジオスタジオ（生放送対応）

## アナウンサー

### 現在

#### 報道制作センターアナウンス部所属
〇は福岡県出身。全員が アナウンススクール 講師兼務。
男性
- 1991年 茅野正昌〇 、龍山康朗〇（気象予報士）
- 1993年 坂田周大
- 1996年 櫻井浩二（福井テレビから移籍、アナウンス部長）
- 1998年 田畑竜介〇
- 2008年 宮脇憲一
- 2018年 井口謙
- 2020年 冨士原圭希
- 2023年 植草峻（かつて在籍していた植草朋樹の甥）
- 2024年 高見心太朗

女性
- 1989年 下田文代〇
- 1999年 池尻和佳子〇
- 2007年 武田早絵〇
- 2017年 武田伊央〇
- 2020年 本田奈也花
- 2023年 橋本由紀
- 2025年 中井優里

#### スポーツ部所属
2023年の社内組織改編を機に、アナウンス部に所属していた以下のスポーツアナウンサーが、アナウンス職のままスポーツ部へ異動している。
- 2002年 田中友英（ラジオ大阪から移籍）

#### 契約・派遣アナウンサー
- 久家佳子
- 堤千春
- 小野愛梨（元大分放送記者キャスター、2023年4月 - ）
- 竹井りさ（元テレビ長崎）

### 過去（他部署所属・退職）
※はアナウンス部長経験者。●は故人。

#### 男性
- 1951年開局時 
  - 鬼塚篤敬（ - 時期不詳。元・台湾放送協会。ラジオ九州第一声を担当）
- 1954年 
  - 榎本猛（ - 時期不詳。NETテレビ（現・テレビ朝日）へ移籍）
- 1957年
  - 杉山明男（ - 時期不詳）
  - 水野雅央（ - 時期不詳。大学教授に転身）
- 1959年 
  - 大関正矩（ - 時期不詳）
- 1960年 
  - 林幹雄●（ - 1990年。2020年10月17日に死去[29]）
- 1961年
  - 渡辺篤（ - 時期不詳）
- 1963年 
  - 井上悟（ - 1999年。別名：井上里瑠・井上サトル。後にRKBの関連会社であるRKB興発の代表取締役社長を務めた。令和元年までRKB朋友会（退職者の会）会長を務めた）
  - 小林達彦（ - 1969年。のちにニッポン放送アナウンサーを経て、フリーアナウンサー・サッカージャーナリストになる）
  - 山下忠道（ - 時期不詳）
- 1964年 
  - 中村基樹（ - 1997年。フリーアナウンサーに転身）
- 1965年
  - 村瀬忠幸（ - 時期不詳）
- 1967年 
  - 隈部崇之（ - 2001年。フリーアナウンサーに転身）
- 1968年 
  - 中村靖（ - 時期不詳）
  - 丸木素（ - 時期不詳。後に北九州支局長に就任）
- 1970年 
  - 安藤豊（ - 2006年。2009年までは嘱託職で在籍し、その後は専属パーソナリティとしてラジオに出演）
  - 小泉大※●（ - 2000年前半）
- 1972年 
  - 石上正憲●（ - 1996年。北九州支社勤務を経てフリーアナウンサーに転身）
  - 生野文治（ - 1985年。ナレーターになり、NHK『ためしてガッテン』のナレーションなどを担当）
  - 中西一清●（ - 2007年。定年により、専属パーソナリティの形でラジオ出演していた。2018年11月に死去）
- 1974年
  - 森田浩康（ - 1979年6月。その後同年7月 - 2016年6月までテレビ神奈川に在籍[30]）
- 1981年 
  - 四家秀治（ - 1990年。フリーアナウンサーを経て、テレビ東京に入社。2011年に退職し、再びフリーアナウンサーとなる）
- 1983年 
  - 坂口卓司（ - 2006年。同年10月以降は制作業務メイン）
- 1989年 
  - 服部義夫※
- 1990年 
  - 植草朋樹（ - 2002年。テレビ東京へ移籍。植草峻の実父に当たる兄の結樹も、RKBと同系列局の長崎放送を経て、テレビ東京系列のテレビ大阪へ移籍）
- 1994年 
  - 村上健太（ - 時期不詳）
- 1996年 
  - 櫛山道太（ - 時期不詳。その後はラジオ制作部のプロデューサーとして活動）
- 1998年 
  - 桐田穣（ - 時期不詳。くまもと県民テレビより移籍。2022年時点ではスポーツ事業担当部長）
- 2001年 
  - 今林隆史（ - 時期不詳。その後は報道部の記者として活動）
- 2002年
  - 岩谷源一（ - 時期不詳。スポーツ部へ異動）
  - 石田一洋（ - 2014年。関西テレビへ移籍。弟・充はRKBと同系列及び地元局のRCCに在籍）
- 2014年
  - 三好ジェームス（ - 2022年。沖縄テレビから移籍。2022年6月に営業部へ異動した後、2023年7月末に退職。退職後、放送関係以外の業種の企業に入社した）
- 2015年 
  - 佐藤巧（ - 2023年3月。フリーアナウンサーに転身）
- 渡辺真
- 津川洋二
- 今井清治
- 河路直樹（東海ラジオ放送より移籍。フリーアナウンサーに転身）
- 三善英毅●（『RKBニュースワイド』初代キャスター。後に第一経済大学教授を歴任。2022年7月23日に死去[31]）

#### 女性
- 1952年 
  - 桜井淑子（ - 時期不詳）
- 1953年
  - 井上加寿子（ - 1959年。フリーアナウンサーに転身）
- 1961年
  - 古山和子（ - 時期不詳）
- 1967年 
  - 林田スマ（ - 1971年。フリーアナウンサーに転身）
- 1969年 
  - 松村啓子（ - 時期不詳）
- 1973年
  - 伊藤ユキ子（1978年の渡英までに在籍。その後帰国し、地元の山陰放送パーソナリティとして活動）
- 1974年
  - 入江治美（ - 時期不詳）
- 1975年 
  - 葉山さつき（ - 1980年。フリーアナウンサーに転身）
- 1976年
  - 百済英子（ - 時期不詳）
  - 中川ゆう子（ - 時期不詳）
- 1978年
  - 綾戸美鶴（ - 時期不詳）
  - 野川真理（ - 時期不詳）
  - 岡北理恵子（ - 時期不詳）
  - 山下奈緒美※（ - 2015年、秘書室所属を経て退職）
- 1979年
  - 林田弓子（ - 時期不詳）
  - 結城真佐子（ - 時期不詳）
- 1981年 
  - 古賀和子（ - 2018年。ラジオ局編成制作部担当部長を務めた後に退職）
  - 安田瑞代（ - 2014年。その後は番組制作プロデューサーとして活動）
- 1989年 
  - 大村由紀子（ - 時期不詳。報道・制作など裏方で活動中）
- 1990年
  - 斉藤絹子（ - 2006年。2014年からフリーアナウンサー）
  - 富永倫子（ - 2011年。その後はパーソナリティとしてラジオに出演）
- 1992年 
  - 石川伸子（ - 時期不詳。フリーアナウンサーとして活動したのちに放送関係以外の業種の企業に入社）
- 1993年 
  - 田中みずき（ - 2024年6月。ラジオ番組は引き続き出演予定）
- 1994年 
  - 森美奈子（ - 時期不詳。その後は子会社RKBミューズに箱を置き、土日を中心に夜間のテレビニュースを担当した後に退職）
  - 梁井久美（現姓・中西）（ - 1996年。フルート奏者に転身した後、リポーターとして2006年に現場に復帰した）
- 1996年 
  - 高藤秋子（ - 時期不詳。現・JNN北京支局）
- 1997年 
  - 中野伊万里（ - 2001年）
- 1998年
  - 岡佳奈（ - 2003年。その後は中国放送でアナウンサーを務め、2006年3月末で退職）
- 2005年 
  - 川添麻美（ - 2012年2月。前年3月で退職予定であったが、東日本大震災の余波で延期となった）
- 2013年
  - 福田典子（ - 2016年。その後はテレビ東京でアナウンサーを務め、2024年3月末で退職。現在はベンチャー企業の社員兼フリーアナウンサー）
  - 壽老麻衣（ - 2018年。同年からフリーアナウンサー）
- 2019年 
  - 辻満里奈（ - 2022年。フリーアナウンサーに転身）
- 青山恭子
- 金川泰子
- 川添雅代
- 清川光代
- 隈部三枝子
- 古賀朋子
- 下川淑子
- 高巣玲子
- 田崎香織
- 手嶋玲子
- 永田美穂子
- 中村いく子
- 永田啓子
- 西藤文子
- 浜田令子
- 船津達子
- 三角真弓
- 森和子
- 森田美智子
- 森山京子
- 山田尚（事業部長・プロデューサーなどの裏方で活動中）
- 山中多恵美
- 吉住広美

### アノンシスト賞受賞歴
- 第1回（1975年度）テレビ「番組」部門優秀賞（水野雅央）
- 第2回（1976年度）テレビ「CM」部門優秀賞（松村啓子）、ラジオ「CM」部門優秀賞（隈部崇之）
- 第3回（1977年度）ラジオ「番組」部門最優秀賞・グランダプレミオ（生野文治）
- 第6回（1980年度）ラジオ「番組」部門優秀賞（野川眞理）
- 第8回（1982年度）テレビ「番組」部門最優秀賞（中西一清）、ラジオ「番組」部門最優秀賞（入江治美）
- 第9回（1983年度）テレビ「CM」部門優秀賞（山中多恵美）
- 第10回（1984年度）テレビ「番組」部門優秀賞（松村啓子）、「CM」部門優秀賞（山中多恵美）
- 第12回（1986年度）テレビ「番組」部門優秀賞（安田瑞代）、「CM」部門優秀賞（安藤豊・入江治美）
- 第13回（1987年度）テレビ「番組」部門優秀賞（古山和子）、「CM・ショッピング番組」部門優秀賞（古賀和子）
- 第15回（1989年度）テレビ「番組」部門優秀賞（永田啓子）
- 第17回（1991年度）ラジオ「番組」部門優秀賞（入江治美）
- 第18回（1992年度）称楊（水野雅央）
- 第19回（1993年度）ラジオ「CM」部門優秀賞（大村由紀子）
- 第21回（1995年度）テレビ「番組」部門優秀賞（茅野正昌）、「CM」部門優秀賞（斉藤絹子・田中みずき・梁井久美）
- 第23回（1997年度）テレビ「番組」部門優秀賞（安田瑞代・斉藤絹子・小泉大・服部義夫・龍山康朗・植草朋樹）
- 第25回（1999年度）ラジオ「実況・フリートーク」部門優秀賞（茅野正昌）
- 第26回（2000年度）テレビ「読み・ナレーション」部門優秀賞（田中みずき）、ラジオ「読み・ナレーション」部門優秀賞（斉藤絹子）、「実況・フリートーク」部門優秀賞（櫻井浩二）
- 第28回（2002年度）テレビ「フリートーク」部門優秀賞（茅野正昌・田中みずき・櫻井浩二・田畑竜介）、スポーツ実況部門賞（茅野正昌）
- 第29回（2003年度）テレビ「フリートーク」部門優秀賞（櫻井浩二）、ラジオ「読み・ナレーション」部門優秀賞（斉藤絹子）、CM部門賞（坂田周大）、スポーツ実況部門賞（茅野正昌）、活動部門賞（RKB毎日放送アナウンス部一同）
- 第30回（2004年度）テレビ「読み・ナレーション」部門最優秀賞（田畑竜介）
- 第31回（2005年度）スポーツ実況部門賞（茅野正昌）
- 第32回（2006年度）テレビ「読み・ナレーション」部門優秀賞（坂田周大）、「スポーツ実況」部門優秀賞（茅野正昌）
- 第34回（2008年度）テレビ「フリートーク」部門優秀賞（田畑竜介）、CM部門賞（田中友英・武田早絵・安田瑞代）
- 第35回（2009年度）テレビ「読み・ナレーション」部門優秀賞（田中みずき）、「スポーツ実況」部門優秀賞（櫻井浩二）、ラジオ「スポーツ実況」部門最優秀賞（服部義夫）
- 第36回（2010年度）テレビ「読み・ナレーション」部門優秀賞（田中みずき）、「スポーツ実況」部門優秀賞（櫻井浩二）
- 第37回（2011年度）テレビ「読み・ナレーション」部門優秀賞（田中みずき）、「スポーツ実況」部門優秀賞（櫻井浩二）
- 第38回（2012年度）テレビ「フリートーク」部門優秀賞（田畑竜介）、「スポーツ実況」部門優秀賞（茅野正昌）
- 第39回（2013年度）ラジオ「フリートーク」部門最優秀賞（茅野正昌）
- 第41回（2015年度）テレビ「読み・ナレーション」部門優秀賞（田中みずき）、「フリートーク」部門優秀賞（田中みずき）、「スポーツ実況」部門優秀賞（田中友英）、ラジオ「スポーツ実況」部門優秀賞（田中友英）
- 第42回（2016年度）テレビ「フリートーク」部門優秀賞（宮脇憲一）、ラジオ「フリートーク」部門優秀賞（龍山康朗）
- 第43回（2017年度）テレビ「フリートーク」部門優秀賞（佐藤巧）、ラジオ「読み・ナレーション」部門優秀賞（田中みずき）、「スポーツ実況」部門最優秀賞（櫻井浩二）
- 第44回（2018年度）ラジオ「読み・ナレーション」部門優秀賞（池尻和佳子）、CM部門賞（池尻和佳子）
- 第46回（2020年度）ラジオ「読み・ナレーション」部門最優秀賞・グランダプレミオ（本庄麻里子）、CM部門賞（佐藤巧）
- 第47回（2021年度）テレビ「読み・ナレーション」部門最優秀賞（佐藤巧）、ラジオ「スポーツ実況」部門優秀賞（田中友英）
- 第48回（2022年度）テレビ「読み・ナレーション」部門最優秀賞・グランダプレミオ（坂田周大）、「フリートーク」部門優秀賞（本庄麻里子）、ラジオ「読み・ナレーション」部門最優秀賞（坂田周大）
- 第49回（2023年度）テレビ「読み・ナレーション」部門優秀賞（下田文代）、CM部門賞（武田早絵・坂田周大）

### 派遣・契約
- 中嶋順子
- 森美奈子（元RKB正社員。退職後、ブランク期間を経て登録。ニュースリーダーを務め、2011年に退職）
- 安部敏恵
- 髙橋早紀
- 西口久美子
- 坂本くるみ（元テレビ大分アナウンサー、2021年12月 - 2023年5月。その後は、RKBと同じく九州にある系列局の熊本放送にアナウンサー兼気象予報士として在籍）

## アナウンサー以外
- 濱倫史（報道記者。福岡放送への移籍後、『FBSニュースリポート』のキャスターを務めた）